# Aitor Egurrola
Egurrola  Leizeaga est un nom espagnol. Le premier nom de famille, en général paternel, est Egurrola ; le second, en général maternel, souvent omis, est Leizeaga.
Aitor Egurrola i Leizeaga, né le 24 juin 1980 à Barcelone, est un joueur de rink hockey espagnol, qui joue actuellement pour le FC Barcelone.
Il commence à jouer au hockey au HCP Castelldefels, puis à partir de la saison 1992-1993 au l'Horta UE. Après trois ans, il signe au FC Barcelone. 
Il s'impose comme gardien titulaire dès la saison 1998/99 et le reste jusqu’à aujourd'hui. 
En outre, il a été sélectionné en équipe nationale, et remporte des trophées comme le Championnat d'Europe ou la Coupe des Nations.
Le 28 février 2016, avec la victoire en coupe du roi, il obtient le 59e titre de sa carrière, devenant le joueur le plus titré de l'histoire du club,.

## Carrière
À la fin de 2016, il bat le record d'invincibilité de OK Liga en étant le premier à franchir la barre des 200 minutes sans prendre le moindre but. Les précédents records étaient détenu par Carles Grau avec 2 h 50 min 24 s en 2011-2012, puis par Gerard Camps avec 2 h 59 min 58 s en 2013-2014. 

## Palmarès

### FC Barcelone
- 10 Coupes d'Europe (1999/00, 2000/01, 2001/02, 2003/04, 2004/05, 2006/07, 2007/08, 2009/10, 2013/14, 2014/15[5])
- 3 Coupes Intercontinentale (2005/06, 2008/09, 2014/15)
- 10 Coupes Continentales (1999/00, 2000/01, 2001/02, 2003/04, 2004/05, 2005/06, 2006/07, 2007/08, 2009/10, 2015/16)
- 16 OK Lligues / Ligues espagnoles (1998/99, 1999/00, 2000/01, 2001/02, 2002/03, 2003/04, 2004/05, 2005/06, 2006/07, 2007/08, 2008/09, 2009/10, 2011/12, 2013/14, 2014/2015, 2015/16)
- 8 Coupes du roi / Coupes espagnoles (2000, 2002, 2003, 2005, 2007, 2011, 2012, 2016)
- 9 Super coupes espagnoles (2003/04, 2004/05, 2006/07, 2007/08, 2010/11, 2011/12, 2012/13, 2013/14, 2014/15)
- 1 Coupe de la CERS (2005/06)
- 3 Coupes Ibèriques (1999/00, 2000/01, 2001/02)

### Sélection espagnole
- 2 Championnats d'Europe
- 2 Coupes des Nations